# Konanoor, Nanjangud
Konanoor là một làng thuộc tehsil Nanjangud, huyện Mysore, bang Karnataka, Ấn Độ.